# زاك نورتن
زاك نورتن (بالإنجليزية: Zach Norton)‏ هو لاعب كرة قدم أمريكية أمريكي، ولد في 19 نوفمبر 1981 في فورت لودرديل في الولايات المتحدة.

## وصلات خارجية
- زاك نورتن على موقع مرجع كرة القدم المحترفة.كوم (الإنجليزية)
- زاك نورتن على موقع JustSportsStats.com (الإنجليزية)
- زاك نورتن على موقع كلية كرة القدم في سبورتس رفرنس.كوم (الإنجليزية)